# Isolaccio-di-Fiumorbo
Isolaccio-di-Fiumorbo é uma comuna francesa na região administrativa de Córsega, no departamento da Alta Córsega. Estende-se por uma área de 40,89 km². 